# Hjemmeværnets Særlig Støtte og Rekognosceringskompagni

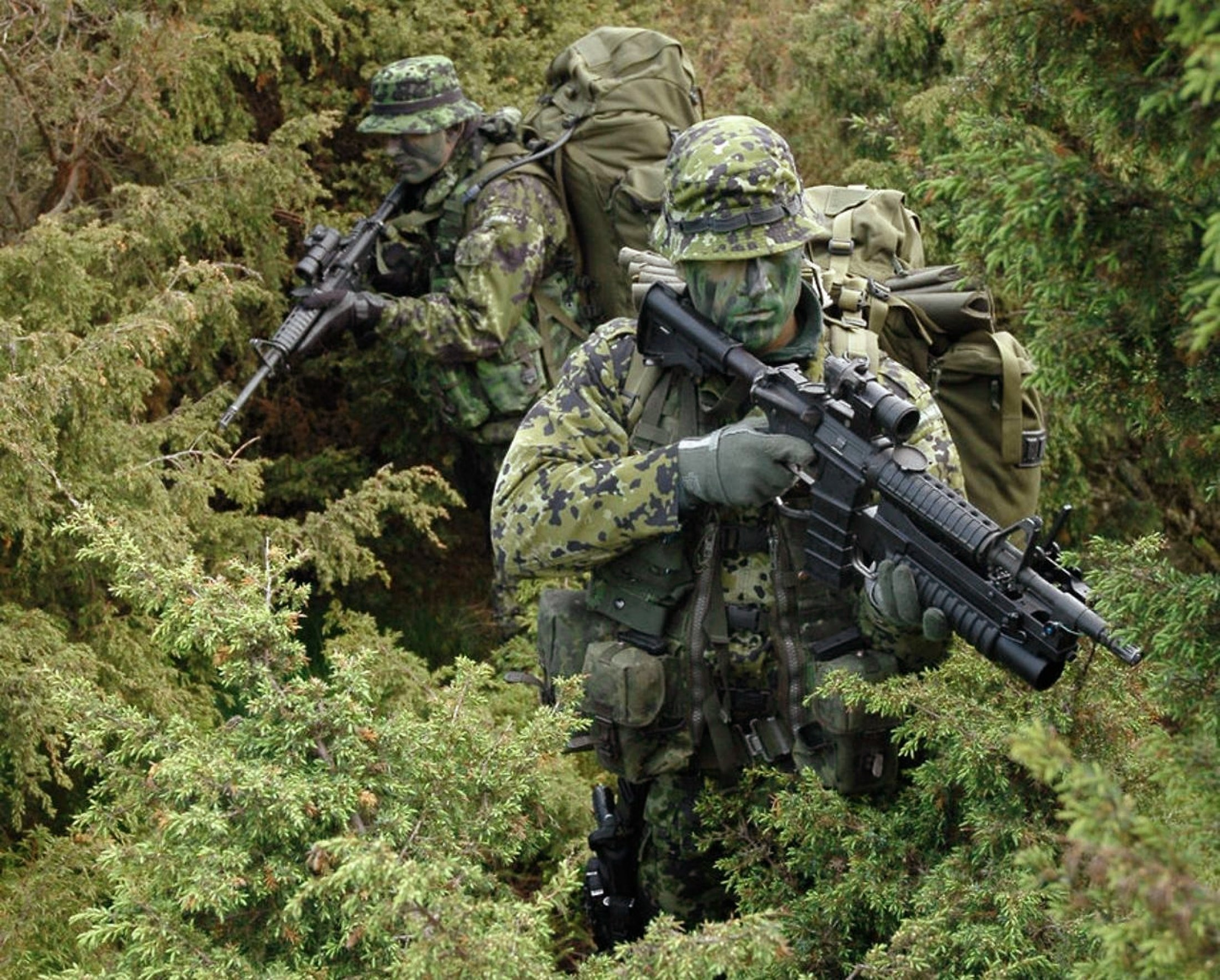
Soldaten der SSR bei einer Übung

Die Heimwehr-Spezialunterstützungs- und Aufklärungskompanie (kurz auch: Særlig Støtte og Rekognoscering; Abkürzung: SSR) ist die einzige Fernspähkompanie der Heimwehr der dänischen Streitkräfte. Sie ist im Stützpunkt Flyvestation Skalstrup am Flughafen Roskilde in Gadstrup stationiert. Als Teil der Heeresheimwehr (Hærhjemmeværnet) untersteht sie direkt dem Kommando der dortigen Landsdelsregion Øst.

## Aufgabe
Die Hjemmeværnets Særlig Støtte og Rekognosceringskompagni operiert in kleinen und häufig auf sich gestellten Spähtrupps, um Aufklärung zu betreiben und Schlüsselinformationen in der Tiefe des Gefechtsraums zu gewinnen. Fernspähtrupps und Stabspersonal unterstützen internationale und dänische Spezialkräfte, so das Frømandskorpset (deutsch: Froschmannkorps) und das Jægerkorpset (deutsch: Jägerkorps).

## Personal und Rekrutierung
Die Soldaten der Hjemmeværnets Særlig Støtte og Rekognosceringskompagni sind größtenteils Reservisten. Diese verpflichten sich, rund 25 Tage im Jahr Dienst zu leisten, der vorrangig an Wochenenden absolviert wird.
Aufgrund der besonderen Herausforderungen an die Kompanie ist der Auswahlprozess sehr selektiv. Er erstreckt sich auf einen 22-tägigen Eingangstest, der über mehrere Wochenenden verteilt wird. Bewerben können sich Reservisten, die bereits in anderen Truppenteilen der Heimwehr dienen. Erfolgreiche Bewerber durchlaufen danach ein einjähriges Probejahr und eine insgesamt dreijährige Ausbildung zum Fernspäher. Übungen finden vorrangig an Wochenenden statt. Daneben muss werktags einmal pro Woche ein Abendkurs belegt werden.

## Geschichte

### 1959–1994
Vorläufer der SSR war die 1959 aufgestellte Specielle Efterretningspatruljer (kurz: SEP; deutsch: Spezial-Frontnachrichtenpatrouille). Im Kalten Krieg war die Patrouille darauf spezialisiert, taktische Aufklärung auch Long Range Surveillance als Long Range Reconnaissance Patrols hinter den feindlichen Linien durchzuführen. Ursprünglich erfolgte diese Tiefenaufklärung von Beobachtungspunkten aus. Später wurden auch verdeckte Spähtrupps geplant, die beweglich operieren sollten. SEP führte während dieser Zeit gemeinsame Übungen mit den US Army Special Forces und den beiden Regimentern 21 SAS (V) und 23 SAS (V), welche die beiden Reserveverbände des Special Air Service sind und zum britischen Territorialheer des britischen Heeres gehören. Beide sollten im Verteidigungsfall wie die Specielle Efterretningspatruljer Fernaufklärungseinsätze unternehmen. Die Specielle Efterretningspatruljer wurde 1994 aufgelöst.

### 1995–2007
Teile der Einheit wurden als Aufklärungskompanie der Landstreitkräfte in Seeland 1995 neu aufgestellt. Die Kompanie unterstand als Østre Landkommando Patruljekompagni (deutsch: Patrouillenkompanie Kommando Landstreitkräfte Ost) zunächst als Korpstruppe dem Heereskommando Seeland (NATO-Bezeichnung: LANDZEALAND).
2001 wurde die Einheit als Patruljekompagniet ved Hærens Operative Kommando (deutsch: Patrouillenkompanie Heeresführungskommando) unmittelbar dem dänischen Heeresführungskommando unterstellt.

### 2007–heute
2007 erhielt die Patruljekompagniet ihren heutigen Namen Hjemmeværnets Særlig - Støtte og Rekognosceringskompagni (SSR) und wurde der Heimwehr unterstellt. Durch den Wechsel vom Heeresführungskommando zur Heimwehr steht die SSR auch den Führungskommandos der anderen Teilstreitkräfte bei Bedarf zur Verfügung. Hjemmeværnets Særlig - Støtte og Rekognosceringskompagni feierte am 9. April 2009 50-jähriges Bestehen als Spezialaufklärungskompanie und älteste existierende Aufklärungs- und Fernspäheinheit der Heimwehr.
Anmerkung: Einige Aufklärungszüge der Heimwehr führen bis heute aus historischen Gründen die Bezeichnung Patruljekompagni fort. Diese besitzen jedoch nicht die Fähigkeit zur Fernaufklärung. Sie sind „reguläre“ Aufklärungszüge der jeweils übergeordneten Verbände und sind bzw. waren nicht Teil der SSR oder ihrer Vorläufer.

## Teileinheiten

### Kampfschwimmer
Die Fernaufklärungskompanie verfügt über Teileinheiten, die in der Ausbildung mit der dänischen Marinespezialeinheit Frømandskorpset (deutsch: Froschmannkorps für Kampfschwimmer) zusammenarbeiten und ebenso ausgebildet sind. Ihre Fähigkeiten umfassen verdeckte Anlandung von See und verschiedene weitere Möglichkeiten der verdeckten Infiltration.

### Personenschutztrupps
Seit 2006 wurden ausgewählte Soldaten der SSR (und seiner Vorgänger) durch die dänische Spezialeinheit Jægerkorpset (deutsch: Jägerkorps) zu militärischen Personenschützern ausgebildet. Im Irakkrieg und der anschließenden Besatzung sowie in Afghanistan stellten Teile der SSR Personenschutztrupps.